# 玻利瓦爾 (考卡省)
玻利瓦爾是哥倫比亞的城鎮，位於該國西南部，由考卡省負責管轄，距離首府波帕揚145公里，始建於1794年12月10日，面積755平方公里，海拔高度1,730米，2005年人口43,461。
1°58′15″N 76°58′10″W / 1.97083°N 76.9694°W